# Jerry Linenger
Jerry Michael Linenger (Eastpointe, 16 gennaio 1955) è un ex astronauta e medico statunitense.
Partecipò a tre voli dello Space Shuttle e ad una missione a lunga durata sulla stazione spaziale Mir, all'interno del programma russo-statunitense Shuttle-Mir.